# Ruiter (automerk)
Ruiter was een Nederlands automerk dat in 1992 auto's bouwde.
Ap de Ruiter bouwde de auto in 1992 op basis van de Lotus Seven, maar maakte de auto langer en breder, waarmee de auto iets meer comfort bood aan zijn (of haar) bestuurder. De auto had een vrij gecompliceerde voorwielophanging zoals een formule auto met de fusees buiten de remschijven en ontwikkeld in samenwerking met Willem Boterman, de eerste Nederlandse Caterhamimporteur. Schokbrekers werden gebruikt van Koni. De auto had door de geavanceerde wielophanging een geweldige wegligging en had een Rover V8 motor. Er zijn ook enkele exemplaren met viercilinder motor. De Ruiter had typegoedkeuring tot 1993. De Rover V8 motoren moesten op LPG lopen om aan de emissienorm te voldoen.
Er zijn een zestiental bouwpaketten afgeleverd waarvan ook enkele rijklare exemplaren.
Akkermans · 
Altena · 
Anderheggen · 
Antilope · 
Arnhemsche Machinefabriek  · 
Ataf-Porata · 
Autolette · 
Bambino · 
Belcar · 
Bermuda Buggy · 
BGF · 
Boro · 
Bij 't Vuur · 
Carver · 
Citeria · 
CoTuRa · 
DAF · 
Entrop · 
EWB · 
Eysink · 
Gatso · 
Gazelle ·
Gelria ·
Groninger Motorrijtuigen Fabriek · 
Gruno · 
H.A.M. · Havas · 
Hinde ·
Konings · 
Max · 
Neerlandia · 
Netam ·
Omnia · 
Rizovari · 
Ruiter ·
Ruska · 
Simplex ·
Spyker ·
Story ·
V.L.A.M.